# Psalmopoeus affinis
Psalmopoeus affinis là một loài nhện trong họ Theraphosidae.
Loài này thuộc chi Psalmopoeus. Psalmopoeus affinis được Embrik Strand miêu tả năm 1907.